# Plectaneia longisepala
Plectaneia longisepala är en oleanderväxtart som beskrevs av Markgraf. Plectaneia longisepala ingår i släktet Plectaneia och familjen oleanderväxter. Inga underarter finns listade i Catalogue of Life.